# .eh
.eh ist die geplante länderspezifische Top-Level-Domain (ccTLD) des umstrittenen Gebietes Westsahara. 
Sowohl die Regierung von Westsahara als auch Marokko beanspruchen die Top-Level-Domain .eh für sich. Beide haben eine Bewerbung an die ICANN versendet, um die Domain verwalten zu können. Als Resultat hat die ICANN keiner der beiden Konfliktparteien die Domain zugewiesen und weigert sich, dies zu tun, solange die beiden Bewerber nicht friedlich zusammenarbeiten. Da dies aktuell aussichtslos ist, wird die Domain .eh in absehbarer Zeit nicht vergeben werden.